# Rosette (attrice)
Rosette, pseudonimo di Françoise Quéré (Cherbourg, 6 settembre 1959), è un'attrice francese, tra le predilette dal regista Éric Rohmer.

## Biografia
Personaggio poliedrico, Rosette è anche regista, sceneggiatrice, produttrice e montatrice. Si dedica inoltre alla pittura e nel 2008 ha pubblicato il proprio primo romanzo, Le Grand méchant père.

## Filmografia parziale
- La moglie dell'aviatore (La femme de l'aviateur), regia di Éric Rohmer (1981)
- Pauline alla spiaggia  (Pauline à la plage), regia di Éric Rohmer (1983)
- Il raggio verde (Le rayon vert), regia di Éric Rohmer (1986)
- L'iniziazione, regia di Gianfranco Mingozzi (1987)
- Racconto d'inverno (Conte d'hiver), regia di Éric Rohmer (1992)
- Lautrec, regia di Roger Planchon (1998)
- Du poil sous les roses, regia di Jean-Julien Chervier e Agnès Obadia (2000)
- La nobildonna e il duca (L'Anglaise et le Duc), regia di Éric Rohmer (2001)